# L'Artiste et le Mannequin
 (juillet 2025).
Pour plus de détails, voir Fiche technique et Distribution.
L'Artiste et le mannequin est un film de Georges Méliès sorti en 1900 au début du cinéma muet. C'est un court-métrage d'environ une minute.

## Synopsis
Dans son atelier, un peintre habille un mannequin pour le peindre. Pendant qu'il a le dos tourné, son domestique, plumeau sous le bras, prépare une mauvaise blague avec l'aide d'une jeune femme. Dès qu'il a posé le mannequin sur l'estrade et s'en est retourné derrière sa toile, elle déplace le mannequin et prend sa place. L'artiste ne s'aperçoit de rien, se contentant de rectifier le drapé. Alors qu'il lui tourne le dos, elle se saisit d'un balai et en frappe violemment sa victime. Faussement renseigné par son domestique, il se saisit à son tour du balai pour l'asséner sur la jeune femme qui, entretemps, a placé le mannequin à sa place. Le mannequin tombe sur un meuble qui entraîne le peintre à terre. 

## Fiche technique
- Titre :  L'Artiste et le mannequin (The Artist and the Dummy ou The Artist and the Mannikin dans sa version américaine)
- Réalisation : Georges Méliès
- Pays d'origine : France
- Format : Noir et blanc, muet
- Genre : Comédie
- Métrage : 24,99 mètres
- Durée : 58 secondes
- Société de production : Star Film
- Sortie : 
  - France : 1900
  - États-Unis : avril 1903

## Distribution
- Georges Méliès : l'artiste